# Kløfta (przystanek kolejowy)
Kløfta – kolejowy przystanek osobowy w Kløfta, w regionie Akershus w Norwegii, jest oddalony od Oslo Sentralstasjon o 36,48 km. Jest położony na wysokości 168,5 m n.p.m. Stacja ma połączenie z linią Gardermobanen, przebudowana w roku 1998.

## Ruch pasażerski
Leży na linii Hovedbanen. Jest elementem  kolei aglomeracyjnej w Oslo. Przez stację przebiegają pociągi linii 440 i 450.  Stacja obsługuje Oslo Sentralstasjon, Drammen, Asker, Lillestrøm i Skøyen.
| Numer | Stacja początkowa | stacja końcowa |
| ----- | ----------------- | -------------- |
| 440   | Skien             | Dal            |
| 450   | Kongsberg         | Eidsvoll       |

Pociągi linii 440 odjeżdżają co godzinę; od Asker jadą trasą Askerbanen a między Oslo a Lillestrøm jadą trasą Gardermobanen.
Pociągi linii 450 odjeżdżają co godzinę; od Asker jadą trasą Askerbanen a między Oslo a Lillestrøm jadą trasą Gardermobanen.

## Obsługa pasażerów
Kasa biletowa, wiata, poczekalnia, parking na 248 miejsc, parking rowerowy, kiosk, automat biletowy, postój taksówek, przystanek autobusowy, telefon publiczny.